# Sminthurides
Genre
Sminthurides est un genre de collemboles de la famille des Sminthurididae.

## Liste des espèces
Selon Checklist of the Collembola of the World (version du 20 août 2019) :
- Sminthurides acanthus Hüther, 1967
- Sminthurides afer Marlier, 1944
- Sminthurides annulicornis Axelson, 1905
- Sminthurides antennatus Baijal & Verma, 1986
- Sminthurides appendiculatus Imms, 1912
- Sminthurides aquaticus (Bourlet, 1842)
- Sminthurides armatus Bretfeld, 2000
- Sminthurides aureolus Maynard, 1951
- Sminthurides avicenniae Murphy, 1960
- Sminthurides bicuspidatus Bretfeld, 2001
- Sminthurides biwaensis Yosii, 1970
- Sminthurides bothrium Nguyen, 2001
- Sminthurides condei (Delamare Deboutteville & Massoud, 1963)
- Sminthurides cruciatus Axelson, 1905
- Sminthurides gambiae Murphy, 1960
- Sminthurides globocerus Folsom & Mills, 1938
- Sminthurides hessei (Poppe, 1886)
- Sminthurides hospes Börner, 1907
- Sminthurides hyogramme Pedigo, 1966
- Sminthurides inaequalis Börner, 1903
- Sminthurides lepus Mills, 1934
- Sminthurides lolelua Christiansen & Bellinger, 1992
- Sminthurides longicornis (Joseph 1882)
- Sminthurides macgregori Murphy, 1960
- Sminthurides macnamarai Folsom & Mills, 1938
- Sminthurides macroceros Arlé, 1961
- Sminthurides malmgreni (Tullberg, 1877)
- Sminthurides melanotus Börner, 1908
- Sminthurides millsi (Marlier, 1944)
- Sminthurides monnioti Massoud & Betsch, 1966
- Sminthurides napostaensis Najt & Rapoport, 1965
- Sminthurides occultus Mills, 1934
- Sminthurides olivieri Delamare Deboutteville & Massoud, 1963
- Sminthurides parvulus (Krausbauer, 1898)
- Sminthurides penicillifer (Schäffer, 1896)
- Sminthurides plicatus (Schött, 1891)
- Sminthurides potamobius Yosii, 1970
- Sminthurides pseudassimilis Stach, 1956
- Sminthurides quinquesensillatus Hüther, 1967
- Sminthurides rapoporti Delamare Deboutteville & Massoud, 1963
- Sminthurides ringueleti Delamare Deboutteville & Massoud, 1963
- Sminthurides rupium Najt, 1967
- Sminthurides schoetti Axelson, 1903
- Sminthurides sensillatus Massoud & Betsch, 1966
- Sminthurides sexoculatus Betsch & Massoud, 1970
- Sminthurides sexsensillatus Hüther, 1967
- Sminthurides signatus (Krausbauer, 1898)
- Sminthurides signatus James, 1933
- Sminthurides signatus Murphy, 1960
- Sminthurides spegazzinii Börner, 1907
- Sminthurides sundanus Yoshii & Suhardjono, 1992
- Sminthurides terrestris Maynard, 1951
- Sminthurides tropicus Delamare Deboutteville, 1952
- Sminthurides velii Prabhoo, 1971
- Sminthurides ventanae Najt, 1969
- Sminthurides weichseli Christiansen & Bellinger, 1981

## Publication originale
- Börner, 1900 : Vorläufige Mittheiiung zur Systematik der Sminthuridae Tullb., insbesondere des Genus Sminthurus Latr. Zoologischer Anzeiger, vol. 23, p. 609-618 (texte intégral).